# Ministero dell'educazione nazionale (Francia)
Il Ministero dell'educazione nazionale (in francese Ministère de l'Education nationale), chiamato Ministero della pubblica istruzione (Ministère de l’Instruction publique) prima del 1932, è un dicastero del governo francese incaricato del controllo del sistema di istruzione pubblica francese e della supervisione delle organizzazioni educative private.
L'ufficio centrale del Ministero si trova in rue de Grenelle a Parigi.

## Storia
Il Ministero è stato creato in Francia nel 1802. Dopo il cambio di vari regimi in Francia nei primi decenni del XIX secolo, la posizione del dipartimento, il suo status e il suo nome ufficiale cambiarono più volte prima che la funzione di Ministro della pubblica istruzione fosse creata nel 1820. Per gran parte della sua storia, la carica di Ministro della pubblica istruzione è stata combinata con quella del Ministro del culto pubblico, che si occupava di questioni relative alla Chiesa cattolica romana. A volte la funzione era combinata con quelle di Ministro dello sport e Ministro della gioventù. Nel 1932, il titolo del capo del ministero fu cambiato in Ministro dell'educazione nazionale, fu abolito per un breve periodo nel 1940-1941,
Nel 2014-2017, per la prima volta nella storia della Francia, è stato guidato da una donna - Najat Vallaud-Belkacem.

## Decreti organizzativi
- (FR)  Decreto n° 96-16 del 10 gennaio 1996 sull'organizzazione dell'amministrazione centrale del Ministero dell'educazione nazionale, dell'istruzione superiore e della ricerca (abrogato)
- (FR)  Decreto n° 97-1149 del 15 dicembre 1997 relativo all'organizzazione dell'amministrazione centrale del ministero dell'educazione nazionale e dell'amministrazione centrale del ministero della ricerca (abrogato)
- (FR)  Decreto n° 2003-317 del 7 aprile 2003 sull'organizzazione dell'amministrazione centrale del ministero della gioventù, dell'educazione nazionale e della ricerca (abrogato)
- (FR)  Decreto n° 2006-572 del 17 maggio 2006 che istituisce l'organizzazione dell'amministrazione centrale dei ministeri dell'educazione nazionale, dell'istruzione superiore e della ricerca (abrogato)
- (FR)  Decreto n° 2014-133 del 17 febbraio 2014 che istituisce l'organizzazione dell'amministrazione centrale dei ministeri dell'educazione nazionale e dell'istruzione superiore e della ricerca, Ordinanza del 17 febbraio 2014 che stabilisce l'organizzazione dell'amministrazione centrale dei ministeri dell'educazione nazionale, dell'istruzione superiore e della ricerca (in vigore)